# Фаджоли, Луиджи
Луи́джи Фаджо́ли, часто пишется как Фаджио́ли, (итал. Luigi Fagioli; 9 июня 1898, Озимо, Марке — 20 июня 1952, Монте-Карло или Озимо, Марке) — итальянский автогонщик, участник чемпионата мира среди гонщиков в сезонах 1950—1951 годов. Вице-чемпион Европы 1935 года, победитель Гран-при Монако 1935 года. Занял третье место в чемпионате мира Формулы-1 1950 года. Был известен своим неуступчивым характером и несогласием с авторитетами. Получил прозвище «Старый грабитель из Абруцци».

## Биография
Начал карьеру в 1926 году. Первые успехи появились после того, как Фаджоли перешёл в команду Maserati. В 1933 году перешёл в команду Alfa Romeo, в которой смог победить в Гран-при Пескары, Комменжа, Марселя и Италии. В 1934 году перешёл вторым пилотом в команду Mercedes. В составе команды одержал победы в Гран-при Италии и Испании в сезоне 1934 года, в Гран-при Монако, на трассе АФУС и в Барселоне — в следующем году. После этого, из-за конфликтов в команде, перешёл в главного конкурента Mercedes — команду Auto Union.
Карьеру возобновил после Второй мировой войны в команде Alfa Romeo, которая доминировала в гонках 1950—1951 годов. В сезоне 1950 года Фаджоли занял третье место в чемпионате мира, уступив только Нино Фарине и Хуану-Мануэлю Фанхио, в пяти гонках финишировав на подиуме. Оставшись в команде на сезон 1951 года, в Гран-при Франции вынужден был по приказу команды отдать машину Фанхио, который на ней и победил (что стало единственной победой Фаджоли в зачётных этапах чемпионата мира Формулы-1). Это стало причиной для Фаджоли больше не участвовать в гонках Гран-при.
В 1952 году Фаджоли, участвуя в Гран-при Монако на кузовных автомобилях, потерял управление в туннеле и врезался в бетонную балюстраду. Его выбросило из автомобиля, и в госпиталь он был доставлен в бессознательном состоянии, с переломами руки и ноги. Четыре дня спустя он пришёл в сознание, но по прошествии трёх недель после аварии у него случился рецидив — полностью отказала нервная система, и в возрасте 54 лет он скончался.

## Результаты в чемпионате мира среди гонщиков
| Легенда к таблице |                                                                    |
| --- | ------------------------------------------------------------------ |
| В таблице перечислены результаты всех Гран-при Формулы-1, в которых принимал участие гонщик. Строками таблицы являются сезоны, столбцами — этапы чемпионата мира. В каждой клетке указаны сокращённое название этапа и результат, дополнительно обозначенный цветом. Расшифровка обозначений и цветов представлена в нижеследующей таблице. |                                                                    |
| \| Пример \| Описание \| \| ------------ \| ------------------------------------------------------------------ \| \| 1 \| Победитель \| \| 2 \| Второе место \| \| 3 \| Третье место \| \| 5 \| Финишировал, заработав очки \| \| Сход \| Не финишировал, но при этом заработал очки \| \| 12 \| Финишировал, не получив очков \| \| НКЛ \| Финишировал, но не попал в финальную классификацию \| \| 15 \| Участвовал вне зачёта, либо по отдельной классификации \| \| 18 \| Не финишировал, но попал в финальную классификацию \| \| Сход \| Не финишировал \| \| НКВ \| Не прошёл квалификацию \| \| НПКВ \| Не прошёл предквалификацию \| \| ДСК \| Дисквалифицирован \| \| ИСК \| Исключён из протокола соревнований \| \| ТТ \| Заявлен для участия только в тренировках \| \| НС \| Участвовал в квалификации, но не стартовал в гонке \| \| Т \| Травмирован или болен \| \| ОТК \| Отказ от участия \| \| НТР \| Прибыл на соревнования, но на трассу не выезжал \| \| НПР \| Был заявлен в числе участников, но не прибыл к началу соревнований \| \| О \| Соревнования отменены \| \| \| Не участвовал \| \| Поул-позиция \| \| \| Быстрый круг \| \| |                                                                    |
| Пример | Описание                                                           |
| 1 | Победитель                                                         |
| 2 | Второе место                                                       |
| 3 | Третье место                                                       |
| 5 | Финишировал, заработав очки                                        |
| Сход | Не финишировал, но при этом заработал очки                         |
| 12 | Финишировал, не получив очков                                      |
| НКЛ | Финишировал, но не попал в финальную классификацию                 |
| 15 | Участвовал вне зачёта, либо по отдельной классификации             |
| 18 | Не финишировал, но попал в финальную классификацию                 |
| Сход | Не финишировал                                                     |
| НКВ | Не прошёл квалификацию                                             |
| НПКВ | Не прошёл предквалификацию                                         |
| ДСК | Дисквалифицирован                                                  |
| ИСК | Исключён из протокола соревнований                                 |
| ТТ | Заявлен для участия только в тренировках                           |
| НС | Участвовал в квалификации, но не стартовал в гонке                 |
| Т | Травмирован или болен                                              |
| ОТК | Отказ от участия                                                   |
| НТР | Прибыл на соревнования, но на трассу не выезжал                    |
| НПР | Был заявлен в числе участников, но не прибыл к началу соревнований |
| О | Соревнования отменены                                              |
| | Не участвовал                                                      |
| Поул-позиция |                                                                    |
| Быстрый круг |                                                                    |

| Сезон | Команда       | Шасси          | Двигатель              | Ш | 1      | 2        | 3   | 4     | 5     | 6     | 7       | 8   | Место | Очки    |
| ----- | ------------- | -------------- | ---------------------- | - | ------ | -------- | --- | ----- | ----- | ----- | ------- | --- | ----- | ------- |
| 1950  | SA Alfa Romeo | Alfa Romeo 158 | Alfa Romeo 158 1,5 L8S | P | ВЕЛ 2  | МОН Сход | 500 | ШВА 2 | БЕЛ 2 | ФРА 2 | ИТА (3) |     | 3     | 24 (28) |
| 1951  | SA Alfa Romeo | Alfa Romeo 159 | Alfa Romeo 158 1,5 L8S | P | ШВА    | 500      | БЕЛ | ФРА 1 | ВЕЛ   | ГЕР   | ИТА     | ИСП | 11    | 4       |
| 1951  | SA Alfa Romeo | Alfa Romeo 159 | Alfa Romeo 158 1,5 L8S | P | ФРА 11 |          |     |       |       |       |         |     | 11    | 4       |

## Результаты вчемпионате Европыи в серии Гран-при* 1933-1934 годов
| Год   | Команда             | Производитель       | 1        | 2        | 3        | 4     | 5     | 6        | 7     | 8     | Место | Очки |
| ----- | ------------------- | ------------------- | -------- | -------- | -------- | ----- | ----- | -------- | ----- | ----- | ----- | ---- |
| 1931  | Maserati            | Maserati            | ИТА      | ФРА Сход | БЕЛ      |       |       |          |       |       | 46=   | 22   |
| 1932  | Maserati            | Maserati            | ФРА      | ИТА 2    | ГЕР      |       |       |          |       |       | 7     | 18   |
| 1933* | Maserati/Alfa Romeo | Maserati/Alfa Romeo | МОН Сход | 500      | ФРА      | БЕЛ   | ВЕЛ   | ИТА 1    | ИСП 2 |       | -     | -    |
| 1934* | Daimler-Benz        | Mercedes-Benz       | МОН      | 500      | ФРА Сход | ГЕР 2 | БЕЛ   | ВЕЛ      | ИТА 2 | ИСП 1 | -     | -    |
| 1935  | Daimler-Benz        | Mercedes-Benz       | МОН 1    | ФРА 4    | БЕЛ 2    | ГЕР 6 | ШВА 2 | ИТА Сход | ИСП 2 |       | 2     | 17   |
| 1936  | Daimler-Benz        | Mercedes-Benz       | МОН Сход | ГЕР 5    | ШВА Сход | ИТА   |       |          |       |       | 14=   | 26   |
| 1937  | Auto Union          | Auto Union          | БЕЛ      | ГЕР      | МОН      | ШВА 7 | ИТА   |          |       |       | 20=   | 36   |